# Municipio de Marion (condado de Pike, Ohio)
El municipio de Marion (en inglés: Marion Township) es un municipio ubicado en el condado de Pike en el estado estadounidense de Ohio. En el año 2010 tenía una población de 1467 habitantes y una densidad poblacional de 25,03 personas por km².

## Geografía
El municipio de Marion se encuentra ubicado en las coordenadas 38°59′0″N 82°51′2″O / 38.98333, -82.85056. Según la Oficina del Censo de los Estados Unidos, el municipio tiene una superficie total de 58.61 km², de la cual 58,53 km² corresponden a tierra firme y (0,14 %) 0,08 km² es agua.

## Demografía
Según el censo de 2010, había 1467 personas residiendo en el municipio de Marion. La densidad de población era de 25,03 hab./km². De los 1467 habitantes, el municipio de Marion estaba compuesto por el 97,68 % blancos, el 0,41 % eran afroamericanos, el 0,27 % eran amerindios, el 0,48 % eran de otras razas y el 1,16 % eran de una mezcla de razas. Del total de la población el 0,82 % eran hispanos o latinos de cualquier raza.